# Castelo de Sheffield

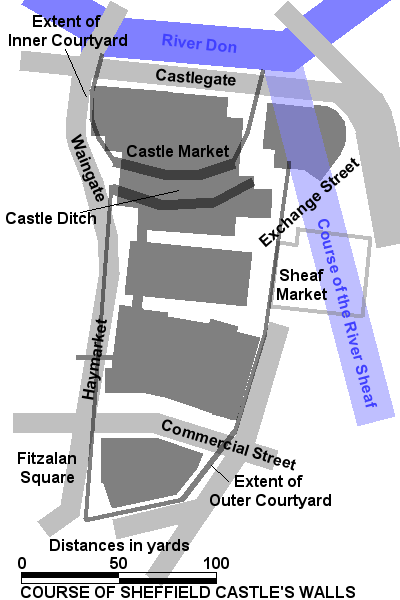
Mapa do Castelo de Sheffield.

O Castelo de Sheffield (em inglês:  Sheffield Castle) foi um castelo em Sheffield, Inglaterra, construído na confluência do rio Sheaf com o rio Don, provavelmente onde se encontrava uma mansão anglo-saxónica na cidade original.
O primeiro castelo era de madeira. Foi erigido por William de Lovetot em princípios do século XII, e destruído durante a Segunda Guerra dos Barões, em 1266, tal como o resto da cidade. O edifício foi substituído por outro, este de pedra, em  1270.
Maria da Escócia foi aprisionada neste castelo e propriedades associadas durante 14 anos, entre 1570 e 1584. O castelo foi tomado por forças realistas durante a Guerra Civil, entregue aos parlamentaristas em 1644 após um breve cerco e demolido em 1648. Os restos estão preservados debaixo do chamado "Mercado do Castelo", Castle Market, aberto ocasionalmente para visitas.